# 台湾绒蜗牛
台湾绒蜗牛（学名：Trichochloritis hungerfordianus），是柄眼目南亚蜗牛科绒蜗牛属的一种。主要分布于台湾，常栖息在阔叶林的落叶堆中。